# Trypanosoma burresoni
Trypanosoma burresoni is een soort in de taxonomische indeling van de Euglenozoa. Deze micro-organismen zijn eencellig en meestal rond de 15-40 micrometer groot. Het organisme komt uit het geslacht Trypanosoma en behoort tot de familie Trypanosomatidae. Trypanosoma burresoni werd in 1993 ontdekt door Jones & Woo.